# 美國行政區劃
美國行政區劃架構為：
- 五十個州，下設郡和區，再依都會結構下設市、鎮、村及其他基層政區[1]。除了最初的北美十三州外，其他各州依據美國國會法案成為美利堅合眾國的一部份。
- 哥倫比亞特區即為首都華盛頓市，雖然哥倫比亞特區不是一個州，且在眾議院僅有一名無投票權的代表，在參議院則無代表，但是特區居民仍能參與投票選舉總統，在選舉人團中也有投票代表。
- 印第安保留地擁有準獨立地位，雖然各保留地是所在州的一部份，同樣投票選舉州長及必須繳交州稅，但所在州的法令對各保留地則不完全適用。
- 美國海外領地。
- 海外軍事基地。
- 生態保留區（英语：Protected areas of the United States）或學區之類的準行政區。

## 現行制度
美國第一級行政區劃為州也可稱為邦，正確的來說，州並不是國家下設的區划，因爲這些州本身就是一個國家（與單一制的省不同），而美國是由這些政治實體平等聯合組成的聯邦，自然各州領土都在自己的國家體制下完全控制，故不可能是透過行政區劃所劃分出來的。因為美國為聯邦制，跟其他聯邦制國家一樣，除了授予聯邦之外的權利都歸自己所有，其一級行政區擁有相當的主權。根據聯邦最高法院多項裁定，各州與中央聯邦政府均有司法主權，但中央聯邦政府受到美國憲法的約束，而各州則有相當大的司法主權，但前提是不違反兩項原則：一、其主權不能凌駕於中央聯邦政府及美國憲法；二、其自行制定之州憲法權限不能超過國家整體主權。
各州行政區劃多分為州直屬及地方所屬，而在層級方面有三級區劃也有二級區劃。州直屬的機構如統計局、監理所及公衛所等單位，地方政府則為郡，相當於部份國家的縣，通常各郡會在下設不同層級的區劃，在中西部最常見的是設鎮區。
在某些州，如在密西根州，其州立大學擁有一定自治權限，有時州立大學獲得的自治權，使得其地位在行政與立法方面相當於一個郡，甚至拥有超過县的权力。
在某些州存在一种称为独立市的行政机构，这种城市一般是原来的县里分出的城市，具有与县同等的行政地位。这些市獨立於鄉鎮，且有時也獨立於郡，大部分位于維吉尼亞州，该州有38个独立市。最知名的独立市是马里兰州的巴尔的摩和密苏里州的圣路易斯，分别由巴尔的摩县和圣路易斯县分出，市是半自治體，其本質類似欧洲古代的城市國家架構。独立市的划分的主要依据是这些城市经济活动发达，为了更集中于城市建设而从县内分出。但由于郊区化，大批中产和高收入阶层的居民和商业搬出城区，这导致独立市的税收锐减，而城市和周围的县有同等地位，导致其无法扩张而且也不能从原来的县那里获得财政支持，结果就是这些独立市大多出现贫民窟化和财政恶化问题。
一些县与境内最大的城市合并后成为具有县级行政级别的城市，这种情况称为市县合并（例如旧金山），类似于中国的县级市。一些县因为合并而成为城市的区，全美有5个县是城市的区，均位于纽约市，分别为：纽约县（曼哈顿）、国王县（布鲁克林）、皇后县（皇后区）、布朗士县（布朗士区）、里士满县（斯塔滕岛）。这些县在1898年合并成为纽约市后依旧保留了县级政府机构，但直到1950年代后这些县政府的职权才彻底虚化。

## 聯邦職權

### 美國國會
美國憲法第三章第四條表明美國國會負責行使對美國領土事務的職權。
新成立的州經國會同意後加入聯邦，但不能成立主權凌駕他州之上的新州，也不能將兩個以上州合併或從一州之中分一部份成立新的州。
國會有職責決定制定對美國領土有需要性的法案規章，但不得理解為因歧視或特別要求而行使該項職權。
國會僅對非隸屬州的美國領土行使權力，一旦領地決定成為聯邦的一州，那就必須完全配合州所必須行使的權限，唯一的例外是1863年南北戰爭期間支持聯邦的餘黨議會聯合維吉尼亞州內的四十八個郡獨立成為西維吉尼亞州。

### 美國內政部
1849年3月3日，美國第31屆國會議期的最後一天通過法案成立內政部接管所有美國領土相關事務。其職責範圍相當廣，包括管理領地政府、公共地區的基本職責及其他相關責任事務。
不同於一般國家的內政部是負責地方政府及市政安全等事務，美國內政部僅負責管理美國領土相關事務。但涉及印第安保留地及島嶼地區（波多黎各除外）之事務，則分由內政部下設的印第安事務局與島嶼事務處負責。